# العلاقات الغرينادية الفيتنامية
العلاقات الغرينادية الفيتنامية هي العلاقات الثنائية التي تجمع بين غرينادا وفيتنام.

## مقارنة بين البلدين
هذه مقارنة عامة ومرجعية للدولتين:
| وجه المقارنة                                              | غرينادا                                         | فيتنام           |
| --------------------------------------------------------- | ----------------------------------------------- | ---------------- |
| المساحة (كم2)                                             | 348                                             | 331.69 ألف       |
| عدد السكان (نسمة)                                         | 107.83 ألف                                      | 94.66 مليون      |
| الكثافة السكانية (ن./كم²)                                 | 30.99 ألف                                       | 285.39           |
| العاصمة                                                   | سانت جورجز                                      | هانوي            |
| اللغة الرسمية                                             | لغة إنجليزية، لغة غرينادا الكريولية الإنجليزية ‏ | اللغة الفيتنامية |
| العملة                                                    | دولار شرق الكاريبي                              | دونغ فيتنامي     |
| الناتج المحلي الإجمالي (بليون دولار)                      | 1.12 مليار                                      | 234.19 مليار     |
| الناتج المحلي الإجمالي (تعادل القوة الشرائية) بليون دولار | 1.45 مليار                                      | 553.42 مليار     |
| الناتج المحلي الإجمالي الاسمي للفرد دولار أمريكي          | 9.21 ألف                                        | 2.48 ألف         |
| الناتج المحلي الإجمالي للفرد دولار أمريكي                 | 12.43 ألف                                       | 5.63 ألف         |
| مؤشر التنمية البشرية                                      | 0.750                                           | 0.666            |
| رمز المكالمات الدولي                                      | +1473                                           | +84              |
| رمز الإنترنت                                              | .gd                                             | .vn              |
| المنطقة الزمنية                                           | 00                                              | ت ع م+07:00      |

## منظمات دولية مشتركة
يشترك البلدان في عضوية مجموعة من المنظمات الدولية، منها:
| علم المنظمة | اسم المنظمة                        | تاريخ انضمام غرينادا | تاريخ انضمام فيتنام |
| ----------- | ---------------------------------- | -------------------- | ------------------- |
|             | الاتحاد البريدي العالمي            | ?                    | ?                   |
|             | يونسكو                             | 17 فبراير 1975       | 6 يوليو 1951        |
|             | البنك الدولي للإنشاء والتعمير      | 27 أغسطس 1975        | 21 سبتمبر 1956      |
|             | منظمة التجارة العالمية             | ?                    | 11 يناير 2007       |
|             | وكالة ضمان الاستثمار متعدد الأطراف | 12 أبريل 1988        | 5 أكتوبر 1994       |
|             | الاتحاد الدولي للاتصالات           | 17 نوفمبر 1981       | 24 سبتمبر 1951      |
|             | منظمة الشرطة الجنائية الدولية      | ?                    | ?                   |
|             | مؤسسة التمويل الدولية              | 28 أغسطس 1975        | 4 أغسطس 1967        |
|             | الأمم المتحدة                      | 17 سبتمبر 1974       | 20 سبتمبر 1977      |
|             | مؤسسة التنمية الدولية              | 28 أغسطس 1975        | 24 سبتمبر 1960      |
|             | منظمة حظر الأسلحة الكيميائية       | ?                    | ?                   |

## وصلات خارجية
- موقع وزارة الخارجية الفيتنامية